# Mark Fejgin
Mark Zacharovič Fejgin (in russo Ма́рк Заха́рович Фе́йгин?; Samara, 3 giugno 1971) è un avvocato e politico russo, attivista dei diritti umani che ha rappresentato nei tribunali russi Pussy Riot, Nadiya Savchenko, Leonid Razvozzhayev, è stato deputato della Duma dal gennaio 1994 al dicembre 1995 e vicesindaco di Samara (1997-2007).  Nel 2011 e 2012 è stato molto attivo nell'opposizione al presidente Vladimir Putin annunciando che avrebbe formato un partito di opposizione.
Nell'aprile 2018 è stato privato dello status di avvocato.
Dall'invasione russa dell'Ucraina del 2022, ha guadagnato seguito su You Tube, discutendo giornalmente con il consigliere del presidente ucraino Oleksij Arestovyč sul suo canale  Fejgin Live, creato il 21 giugno 2009. Nel marzo 2023 aveva 2,08 milioni di iscritti e 759 milioni di visualizzazioni.

## Biografia
Nato da padre ebreo e madre russa, sostiene di essere un lontano parente indiretto di uno degli organizzatori del Komsomol Gerasim Feigin (1901-1921).
Nel 1995 si è laureato presso la Facoltà di Giurisprudenza dell'Università Statale di Samara. È stato uno dei leader del movimento democratico a Samara, co-presidente dell'organizzazione regionale del movimento Russia democratica.
Nel 1993-1996 Fejgin è stato deputato della Duma di Stato della frazione di Vybor Rossii, uno degli autori e sviluppatori della prima edizione della Legge federale sui principi generali del governo locale nella Federazione Russa. Nel 1995 ha preso parte a gruppi parlamentari partecipando a missioni umanitarie durante le operazioni di combattimento nel Caucaso settentrionale. Nel 1996 è stato anche caporedattore del quotidiano "CHISLA" edito a Samara.
Nel 2000 si è laureato presso l'Istituto di Economia Aziendale, Accademia di Economia Nazionale sotto il Governo della Federazione Russa, facoltà di "Gestione Strategica". Nel 2002 si è specializzato all'Accademia diplomatica del ministero degli Esteri russo.
Fejgin è autore di oltre 20 pubblicazioni scientifiche sul tema del diritto municipale e di numerose monografie.

## Guerra di Bosnia
Mark Fagin ha detto che nel 1993 si è offerto volontario come cecchino nell'esercito serbo durante la guerra di Bosnia. Non poteva rispondere alla domanda se avesse ucciso qualcuno durante il suo servizio. Nel 2012, in un'intervista al quotidiano russo Fontanka, Mark Feigin disse di non riconoscere il capo delle Vojska Republike Srpske e criminale di guerra Ratko Mladić come colpevole dell'organizzazione del massacro di Srebrenica, e negò anche il genocidio di il popolo bosniaco.

## Carriera legale

### Il caso Pussy Riot
Nel 2012, Fejgin è stato uno dei tre avvocati delle Pussy Riot, una band punk arrestata per un'esibizione non autorizzata nella Cattedrale di Cristo Salvatore di Mosca e accusata di teppismo.  Il processo alla band divenne una celebre caso internazionale. Il 1º ottobre 2012, un'udienza d'appello è stata rinviata presso il tribunale della città di Mosca dopo che un membro della band, Yekaterina Samutsevich, ha informato un collegio di tre giudici che desiderava interrompere la rappresentanza dei suoi avvocati difensori, affermando: "La mia posizione nel procedimento penale non coincide con la loro posizione".  Il nuovo avvocato di Samutsevich, Irina Khrunova, ha sostenuto che la sua cliente in realtà non aveva commesso gli atti di teppismo nella chiesa poiché le era stato impedito di accedere alla chiesa. La corte sembrò accettare questa argomentazione e rilasciò Samutsevich con due anni di libertà vigilata. Tuttavia, i giudici hanno respinto gli appelli di Nadezhda Tolokonnikova e Maria Alyokhina, confermando le loro condanne.
Il 19 novembre, Fejgin e gli altri due avvocati di Pussy Riot si sono ritirati dal caso prima dell'appello di Tolokonnikova, affermando che ritenevano che il tribunale sarebbe stato più propenso a concederlo se non avessero più fatto parte della difesa.  Samutsevich ha criticato il team legale originale per aver presumibilmente utilizzato il processo per pubblicità personale piuttosto che per garantire il rilascio degli imputati. Il 21 novembre, l'avvocato di Samutsevich ha detto alla stampa che Samutsevich stava valutando la possibilità di richiedere che Fejgin e gli altri avvocati originali fossero radiati dall'albo per non averle restituito il passaporto e altri effetti personali. Fejgin ha risposto tramite Twitter che Samutsevich faceva parte di una "campagna di diffamazione organizzata dalle autorità", mentre un altro membro del team legale, Violeta Volkova, ha risposto che le affermazioni facevano "parte di un accordo che le ha permesso di liberarsi dal caso". Il 21 gennaio 2013, Fejgin, Volkova e Nikolay Polozov hanno intentato una causa contro Khrunova e Kommersant per diffamazione. Questa causa è stata respinta dal tribunale distrettuale di Tverskoi il 20 agosto 2013.

### Il caso Razvozzhayev
Fejgin ha anche difeso Leonid Razvozzhayev, un aiutante politico dell'opposizione che ha accusato le autorità russe di averlo rapito a Kiev, in Ucraina, per affrontare le accuse di terrorismo.

### Il caso Savchenkko
Dall'11 giugno 2014, Fejgin ha anche difeso Nadiya Savchenko, una pilota dell'aeronautica ucraina che è stata catturata dagli insorti filo-russi durante l'insurrezione del 2014 nel Donbass (nell'Ucraina orientale) e che è stata detenuta in Russia e accusata dell'uccisione di due giornalisti russi.

### Privato dello status di avvocato
Il 24 aprile 2018, la Camera degli avvocati di Mosca ha privato Mark Fejgin del suo status di avvocato, presumibilmente per i suoi commenti su Twitter su Anatoly Shariy e il suo avvocato.